# Pisary (województwo małopolskie)
Pisary – wieś w Polsce położona w województwie małopolskim, w powiecie krakowskim, w gminie Zabierzów. Położona jest przy drodze powiatowej nr 2129K. Przez południowy kraniec wsi przebiega linia kolejowa Kraków – Katowice.
Wieś graniczy z miejscowościami: Dubie (od północy); Radwanowice (od północnego wschodu); Rudawa (od wschodu); Młynka (od południa); Nawojowa Góra (od południowego zachodu) i Siedlec (od północnego zachodu).

## Historia
Pisary zostały założone najprawdopodobniej w XI w. jako osada służebników książęcych (zwanych psarami). Wzmiankowane w 1319, stanowiły siedzibę dwóch rodów Pisarskich – w średniowieczu wywodzących się z linii Toporów (h. Topór), zw. Ryterskimi od dzierżawionego przez nich zamku w Rytrze k. Nowego Sącza, a następnie od ok. 2 poł. XVI w. Pisarskich herbu Śreniawa, z których warto odnotować Achacego Pisarskiego, starostę wolbromskiego, poległego 10 listopada 1673 pod Chocimiem. Jego zasługi w wojnach z Kozakami, Szwedami, Siedmiogrodzianami i Turkami przypomina tablica epitafijna w kaplicy w Karniowicach. Ród Pisarskich wymarł z pocz. XIX w., zaś tutejsze dobra po licznych zmianach właścicieli nabyli w 1848 hrabiowie Potoccy z Krzeszowic, utrzymując je do lat 30. XX w. W XV w. Pisary miały wielu właścicieli (m.in. szlachcica Andrzeja Migdała), niektórym odebrano rolę i domostwa za niestawienie się na wojnę w 1497 roku.
Kontrowersje pomiędzy proboszczami o przynależność parafialną wsi ciągnęły się latami, podczas wizytacji z 1598 r. zanotowano, że o zwierzchnictwo nad Pisarami spierali się plebani z Rudawy i Paczółtowic.
Pamiątką historii jest rozległy zespół dworski, którego najcenniejszym zabytkiem pozostaje lamus, tj. renesansowy, murowany dwór wieżowy z pocz. XVII w. Wzniesiony na planie kwadratu, dwukondygnacjowy, pierwotnie pełnił funkcję centralnej rezydencjonalnej budowli. Z czasem, przeznaczony został na cele gospodarcze, zaś obecnie po długoletnim, zakończonym w 1990 r. remoncie, pełni funkcję domu ludowego. Naprzeciwko zwracają uwagę stojące na wzgórku: późnoklasycystyczny spichlerz sprzed poł. XIX w. z kamiennym portalem sieni przejazdowej oraz murowana stodoła z tego samego okresu. Druga ze stodół, nie zachowana, znajdowała się po drugiej stronie, co w sumie stwarzało układ podkowy. Nie zachował się również dwór, który był położony po północnej stronie założenia. Być może został rozebrany w okresie jego budowy lub już wtedy nie istniał. W otoczeniu rozciąga się zabytkowy, mocno zdewastowany park, w którym zachowały się m.in. stare dęby i akacje. Jest on ogrodzony i stanowi własność prywatną. Nieco dalej znajduje się pozostający praktycznie w ruinie budynek dawnego browaru z I poł. XIX w. Zabytkiem wsi jest też kolumnowa kapliczka z krzyżem, wykonana w 1706 r. z rodzimego czarnego wapienia wydobywanego w Dębniku koło Siedlca, zapewne w działających przy tamtejszych łomach warsztatach kamieniarskich.
W latach 1815–1846 wieś położona była na terenie Wolnego Miasta Krakowa, potem w zaborze austriackim. W czasie II Rzeczypospolitej wieś należała do powiatu chrzanowskiego w województwie krakowskim. Od 26 października 1939 do 18 stycznia 1945 należała do gminy Kressendorf w Landkreis Krakau, dystryktu krakowskiego w Generalnym Gubernatorstwie. Do 1954 r. wieś należała do ówczesnej gminy Krzeszowice. Jesienią 1954 wieś została przyłączona do gromady Rudawa. 1 stycznia 1973 znalazła się w gminie Rudawa w ówczesnym powiecie chrzanowskim w woj. krakowskim. W latach 1975–1998 miejscowość administracyjnie należała do województwa krakowskiego. 15 stycznia 1976 r. gmina Rudawa została zniesiona przez połączenie z dotychczasową gminą Zabierzów w nową gminę Zabierzów i tam znalazła się także wieś.
W 2010 r. w zachodniej części wsi powstało osiedle domków jednorodzinnych (ul. Spacerowa) oraz druga linia zabudowy. W centrum miejscowości znajduje się odkryty asfaltowy kort tenisowy, plac zabaw dla dzieci, boisko sportowe do gry w piłkę nożną (ul. Sportowa) oraz klub dla młodzieży Mleczarnia (w dawnym skupie mleka, ul. Mleczna).

### Kalendarium
- 1319 – siedziba rodów Pisarskich: najpierw „Toporów” („Rytersckich”) – a od 2. poł. XVI w. „Śreniawów”;
- 1580 – właścicielami zostali Stanisław Pisarski i Jan Pisarski;
- 1598 – o zwierzchnictwo nad wsią spierali się plebani z Rudawy i Paczółtowic;
- XVIII–XIX w. – funkcjonowała fabryka fajansów, browar, gorzelnia, tartak, młyny i cegielnia; właścicielem była Anna Żeleńska;
- 1710 – wielu mieszkańców zmarło wskutek tzw. morowego powietrza;
- 2. poł. XVIII – właścicielami byli: Stefan Rupniewski oraz rodzina Dobrańscy–Trembecy;
- 1791 – liczba mieszkańców wynosiła 136 osób, w tym 8 szlachty i rodzina żydowską, prowadzącą karczmę;
- XIX w. – kolejni właścicielami zostali: Sołtykowie, Józef Grünbaum i Samson Frankl;
- 2. poł. XIX – założono wielką hodowlę owiec ras zagranicznych;
- 1848–1933 – wieś była własnością Potockich z Krzeszowic;
- 1933 – majątek dworski zakupił przedsiębiorca Antoni Lewalski.[7]
- 1900 – Pisary zamieszkiwały 242 osoby;
- 1940 – liczba mieszkańców wyniosła 346 osób;
- 1960 – wybuchł pożar spichlerza;
- 3 lutego 1968 – nastąpiła katastrofa kolejowa (pożar pociągu towarowego przewożącego mazut, istniała możliwość ewakuacji części mieszkańców);
- 1965 – zakończył się generalny remont lamusa;
- 1979–1988 – działanie galerii Lamus[8][9];
- 1993–1996 – próby i koncerty legendarnego zespołu punk rockowego Pluton.

## Zabytki
Obiekty wpisane do rejestru zabytków nieruchomych województwa małopolskiego.
- Lamus dworski (ul. Dworska);
- zespół browaru dworskiego: spichlerz, budynek browaru I, budynek browaru II (ul. Dworska);
- zespół dawnego folwarku: spichlerz, stodoła i łącząca je przewiązka, otoczenie z parkiem sadem i stawami (ul. Dworska).

Inne:
- Kolumnowa kapliczka z krzyżem z 1706 roku z rodzimego wapienia wydobywanego w Dębniku (ul. Sportowa).

## Ulice
W Pisarach w 2012 r. nadano nazwy ulic: Akacjowa, Aroniowa, Brzozowa, Dąbrówki, Dworska, Kamienna, Kasztanowa, Kolejowa, Krótka, Krzeszowicka, Kwiatowa, Lipowa, Łąkowa, Mleczna, płk. Pisarskiego, Polaczka, Polna, Rędziny, Siedlecka, Słoneczna, Sosnowa,Spacerowa, Spokojna, Sportowa, św. Rocha, Widokowa, Wojtasa, Zakątek.

## Galeria

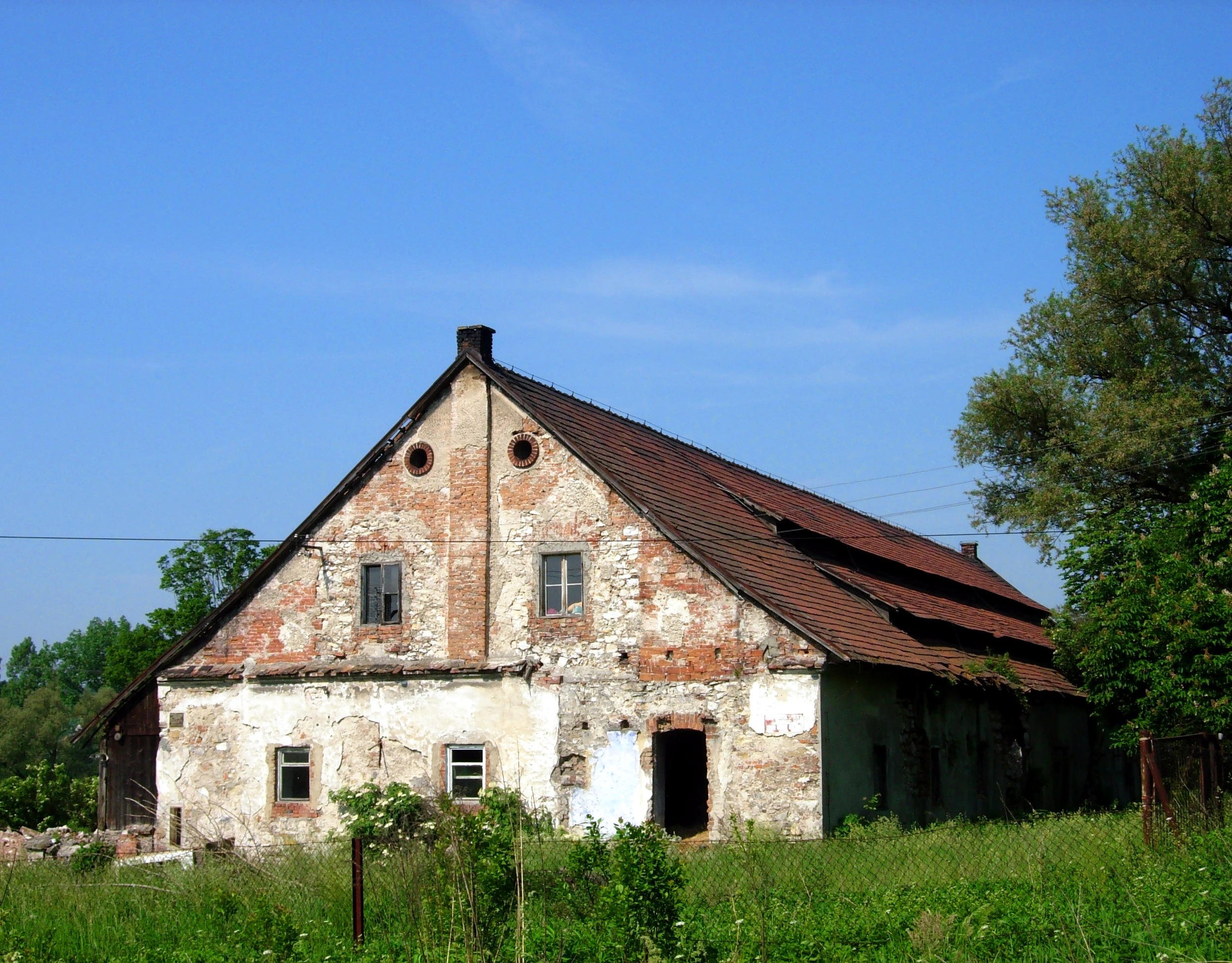
Browar (ul. Dworska)
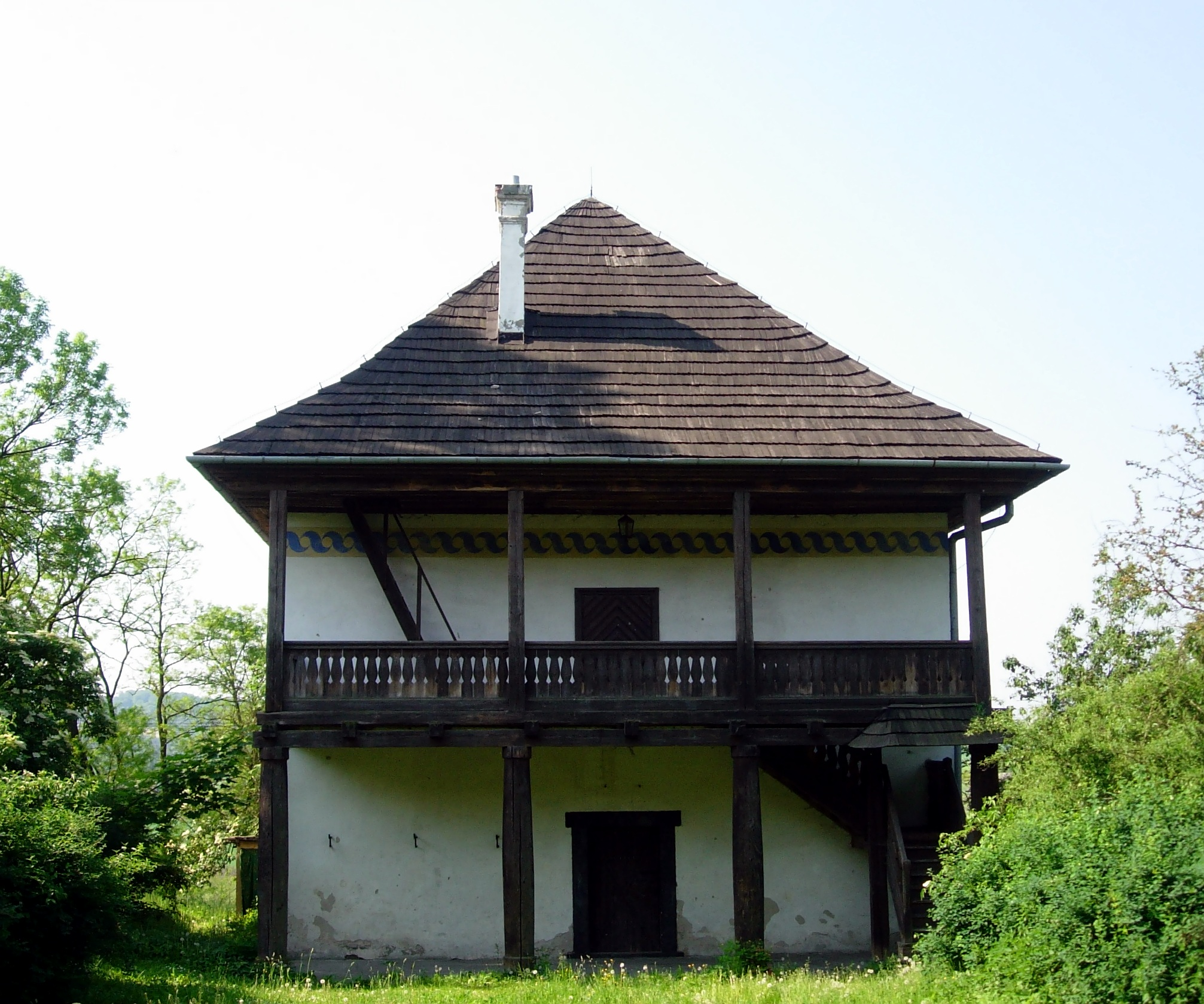
Lamus w Pisarach (ul. Dworska)
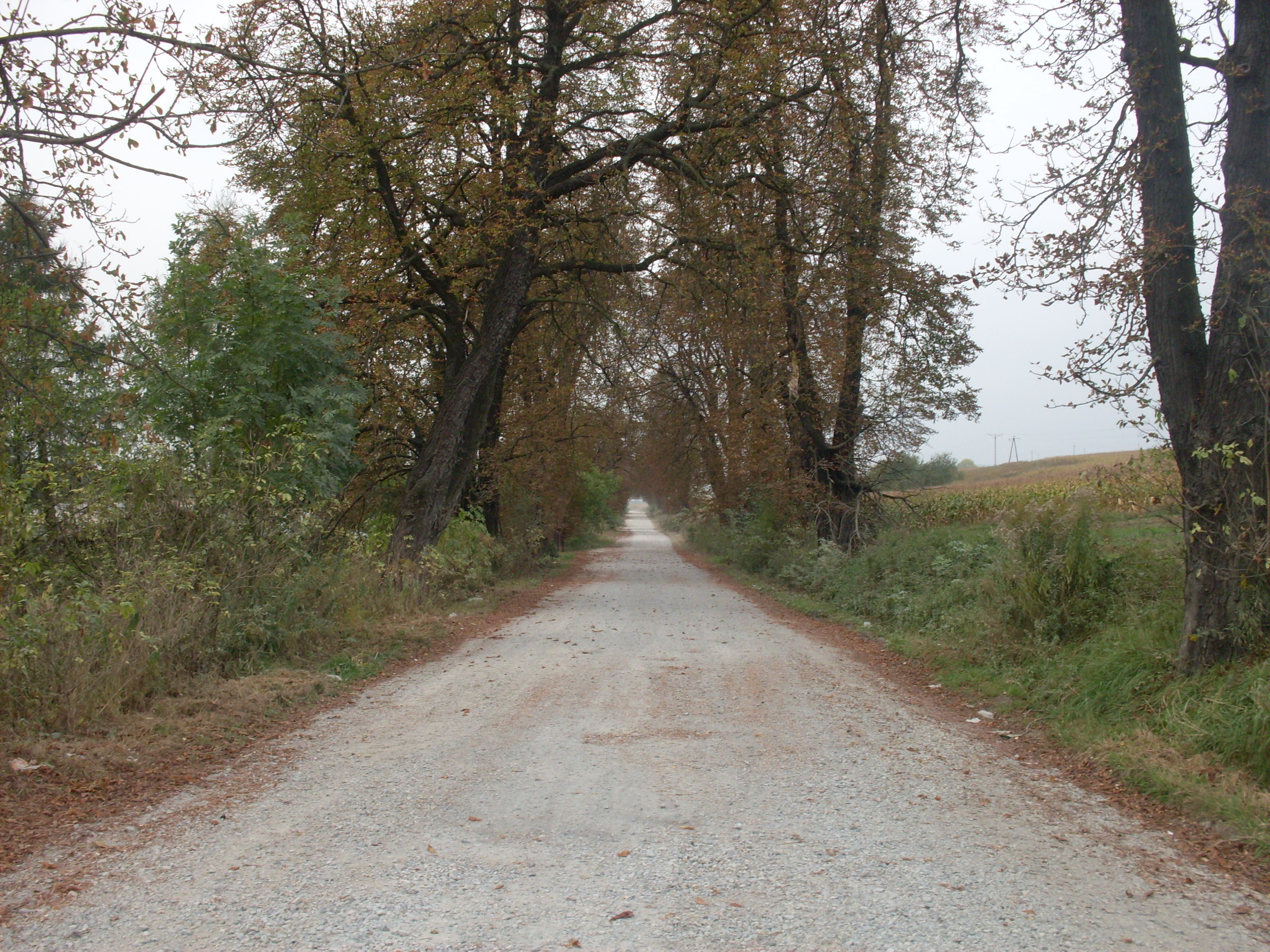
Stara droga (ul. Rędziny)
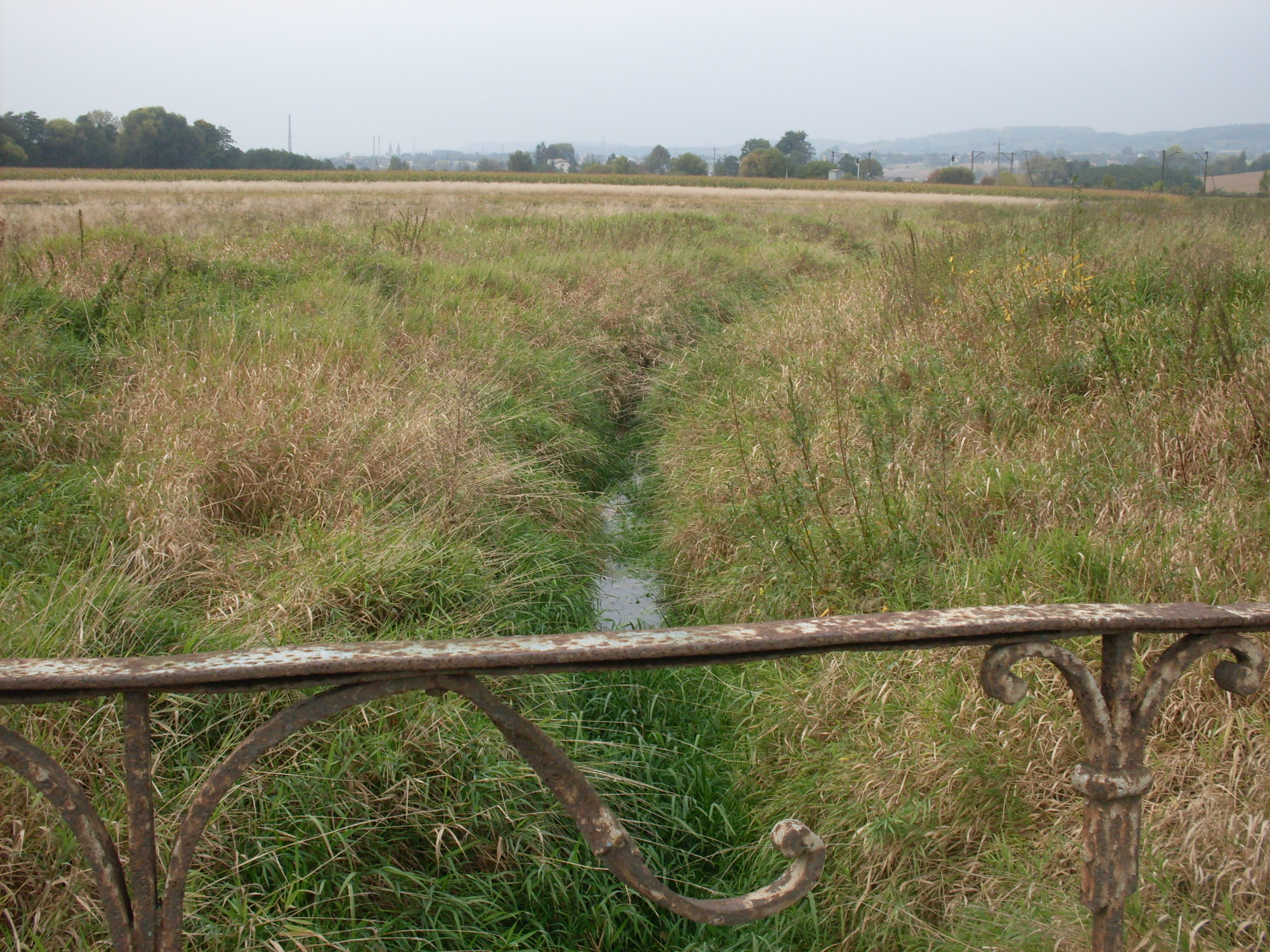
Potok Dzwonek w południowo-zachodnim krańcu wsi
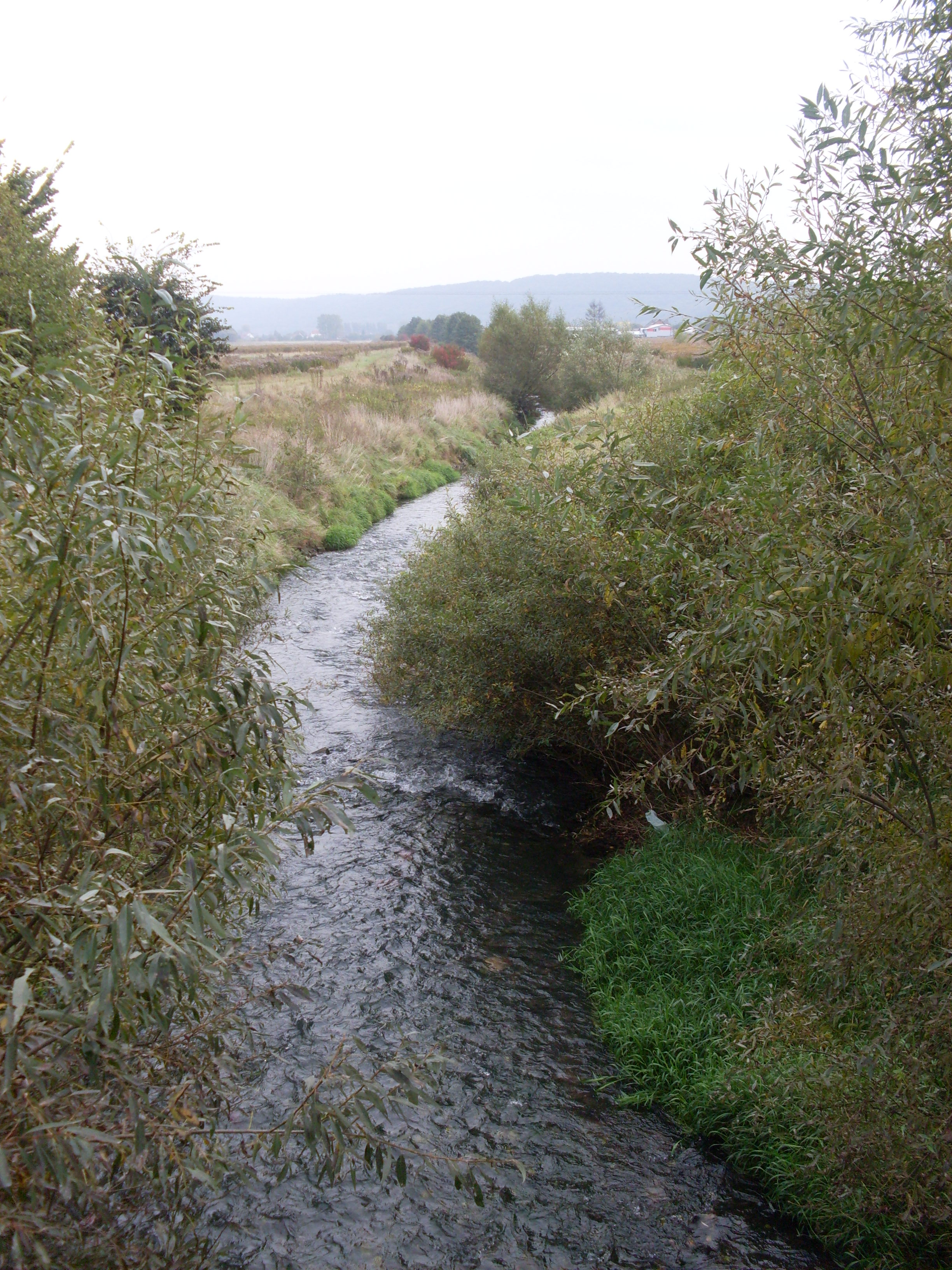
Krzeszówka w południowym krańcu wsi
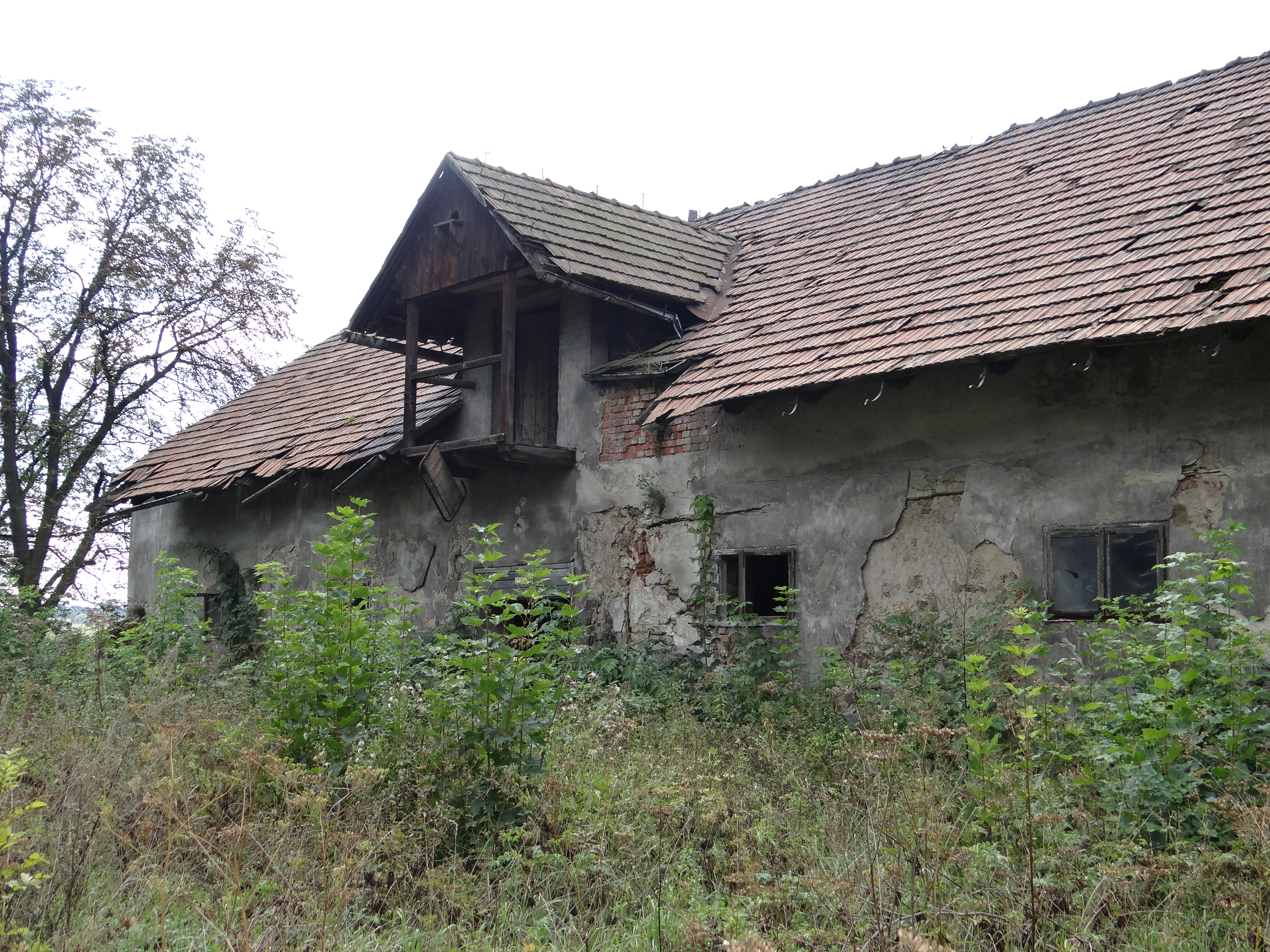
Zabudowania dworskie (ul. Dworska)